# Артаев, Бахтияр Карипуллаевич
Бахтияр Карипуллаевич Артаев (каз. Бақтияр Кәріполлаұлы Артаев; 14 марта 1983, Джамбул, Казахская ССР) — казахстанский боксёр-любитель, заслуженный мастер спорта Республики Казахстан, Олимпийский чемпион (2004), десятикратный национальный чемпион Казахстана в любителях.

## Биография
Боксом занимается с 10 лет. В 1998 году стал чемпионом Казахстана среди юношей.
Олимпийский чемпион в Афинах 2004 года по боксу в весовой категории до 69 кг. В последний день Олимпиады он выиграл единственную для Казахстана золотую медаль, тогда же получил Кубок Вэла Баркера как лучший боксёр Олимпиады. В полуфинальной схватке он выиграл у двукратного олимпийского чемпиона, самого титулованного боксера России Олега Саитова (в Сиднее именно Олег был обладателем кубка Вэла Баркера, а в Атланте Василий Жиров). 21 сентября 2004 года Указом Президента Казахстана «за высокие спортивные достижения на XXVIII летних Олимпийских играх 2004 года в городе Афины (Греция) и вклад в развитие физической культуры и спорта» Бахтияр Артаев был награждён орденом «Барыс» I степени.
На чемпионатах мира 2005 и 2007 годов становился бронзовым призёром. В 2006 году серебряным призёром Азиатских игр.
На олимпийских играх 2008 года в Пекине дошёл до четвертьфинала. В первом бою Бахтияр уверенно победил марокканца Саида Рашиди. Во втором бою соперником Бахтияра был 2-х кратный чемпион мира, россиянин Матвей Коробов. В упорной борьбе, со счетом 10-7, победу одержал Артаев. В четвертьфинале Артаев проиграл будущему олимпийскому чемпиону британцу Джеймсу Дегейлу (5-8)
В июле 2009 года был назначен акимом Айшабибинского сельского округа Жамбылского района.
С 23 ноября 2009 года – начальник управления туризма, физической культуры и спорта Жамбылской области.
С июня 2009 года – директор Дворца бокса имени Бахтияра Артаева в родном Таразе.
С 2011 года – заместитель руководителя аппарата акима области.
С 24 декабря 2012 года – президент Президентского профессионального спортивного клуба «Астана».
3 ноября 2013 года – был комментатором во время поединка Головкин – Стивенс на телеканале «KAZsport».
14 ноября 2013 года вошел в состав комиссии WSB.
В 2014 году уехал учиться в Лондон, жил там 1,5 года.
С 2016 года –  директор ТОО «Тарлан батырлары» 
19 марта 2017 года был экспертом во время репортажа поединка Головкин — Джейкобс, вместе с Сериком Сапиевым.
В феврале 2018 года был назначен на пост генерального менеджера полупрофессионального боксерского клуба «Astana Arlans» .
В декабре 2024 года был назначен руководителем управления физической культуры, спорта и туризма Кызылординской области.

## Cемья
- Отец — Артаев Карипулла Бибасарович (1956 — 20.08.2012)[19][20],[21]
- Мама — Жексембиева Тумаркуль Умуртаевна (1960 - 20.08.2012)[19][20],[21].

20 августа 2012 года случилось ДТП, в 4 часа утра, на 54 км трассы «Западная Европа - Западный Китай» при въезде в Жамбылский район, близ села Айша-Биби. когда автомобиль Nissan X-Trail, за рулем которого был глава семейства, направлялся из Шымкента в Тараз. Водитель не справился с управлением, и машина опрокинулась. Случилось это, на печально известном перевале Куюк, где постоянно случаются аварии в зимнее время года. На месте автокатастрофы погибла мать олимпийского чемпиона, отец же скончался в реанимации больницы. Выжили две племянницы боксера, 6 и 9 лет, которые расположились на заднем сиденье.
- Старший брат — Артаев Бахыт (род.1979), служит в спецназе (по состоянию на 2004 год)[21], женат, имеет дочку (род.2003[21]), а также трех дочерей Сая Аянат и Жания Карипуллы.[22][25]
- Младший брат — Артаев Наурыз (род.1989), женился 2010 году[3], бывший спортсмен[26].
- Жена — с 18 апреля 2009 года[5][27] Тунгатова Салтанат Тугаевна (род.1986), по образованию экономист.
- Сын — Артаев Алинур Бахтиярович (род.2009)
- Две дочери[28]
- Второй сын (род.24.02.2016) [29]

## Награды
- 2004 — Орден «Барыс» І степени
- 2004 — Лауреат Государственной молодежной премии «Дарын»
- Почётный гражданин города Тараза
- Заслуженный мастер спорта Республики Казахстан